# Лесото на летних Олимпийских играх 2016
Лесото на летних Олимпийских играх 2016 года будет представлено как минимум в трёх видах спорта.

## Состав сборной
Бокс
1. Мороке Мокхото
2. Инкулулеко Сунтеле

Велоспорт
 Маунтинбайк
1. Фетесто Монесе

 Лёгкая атлетика
1. Мосито Лехата
2. Лебенья Нкока
3. Намакое Нкхаси
4. Тсепо Рамонене
5. Тсепанг Селло

## Результаты соревнований

### Бокс
Квоты, завоёванные спортсменами являются именными. Если от одной страны путёвки на Игры завоюют два и более спортсмена, то право выбора боксёра предоставляется национальному Олимпийскому комитету. Соревнования по боксу проходят по системе плей-офф. Для победы в олимпийском турнире боксёру необходимо одержать либо четыре, либо пять побед в зависимости от жеребьёвки соревнований. Оба спортсмена, проигравшие в полуфинальных поединках, становятся обладателями бронзовых наград.
Мужчины
| Категория | Спортсмены         | Первый раунд                | Второй раунд         | Четвертьфинал        | Полуфинал            | Финал                | Место                |
| Категория | Спортсмены         | Соперник Результат          | Соперник Результат   | Соперник Результат   | Соперник Результат   | Соперник Результат   | Место                |
| --------- | ------------------ | --------------------------- | -------------------- | -------------------- | -------------------- | -------------------- | -------------------- |
| до 52 кг  | Мороке Мокхото     | Ашраф Харруби Марокко П 0–3 | Завершил выступления | Завершил выступления | Завершил выступления | Завершил выступления | Завершил выступления |
| до 56 кг  | Инкулулеко Сунтеле | Билель Мхадми Тунис П 0–3   | Завершил выступления | Завершил выступления | Завершил выступления | Завершил выступления | Завершил выступления |

### Велоспорт

#### Маунтинбайк
Мужчины
| Соревнование | Спортсмены     | Время | Место | Отставание |
| ------------ | -------------- | ----- | ----- | ---------- |
| кросс-кантри | Фетесто Монесе | DNF   | DNF   | DNF        |

### Лёгкая атлетика
Мужчины
Беговые дисциплины
| Дисциплина         | Спортсмен      | Предварительный раунд | Предварительный раунд | Четвертьфиналы | Четвертьфиналы | Полуфиналы           | Полуфиналы           | Финал                | Финал                |
| Дисциплина         | Спортсмен      | Время                 | Место                 | Время          | Место          | Время                | Место                | Время                | Место                |
| ------------------ | -------------- | --------------------- | --------------------- | -------------- | -------------- | -------------------- | -------------------- | -------------------- | -------------------- |
| бег на 100 метров  | Мосито Лехата  | —                     | —                     | 10.25          | 4              | Завершил выступления | Завершил выступления | Завершил выступления | Завершил выступления |
| бег на 200 метров  | Мосито Лехата  | 20.65                 | 7                     | не проводится  | не проводится  | Завершил выступления | Завершил выступления | Завершил выступления | Завершил выступления |
| бег на 5000 метров | Намакое Нкхаси | 13:41.92              | 15                    | не проводится  | не проводится  | не проводится        | не проводится        | Завершил выступления | Завершил выступления |

Шоссейные дисциплины
| Дисциплина | Спортсмен      | Время   | Место |
| ---------- | -------------- | ------- | ----- |
| марафон    | Тсепо Рамонене | DNF     | DNF   |
| марафон    | Лебенья Нкока  | 2:25:13 | 95    |

Женщины
Беговые дисциплины
| Дисциплина        | Спортсмен     | Предварительный раунд | Предварительный раунд | Четвертьфиналы | Четвертьфиналы | Полуфиналы            | Полуфиналы            | Финал                 | Финал                 |
| Дисциплина        | Спортсмен     | Время                 | Место                 | Время          | Место          | Время                 | Место                 | Время                 | Место                 |
| ----------------- | ------------- | --------------------- | --------------------- | -------------- | -------------- | --------------------- | --------------------- | --------------------- | --------------------- |
| бег на 800 метров | Тсепанг Селло | 2:10.22               | 8                     | не проводится  | не проводится  | Завершила выступления | Завершила выступления | Завершила выступления | Завершила выступления |